# Salname

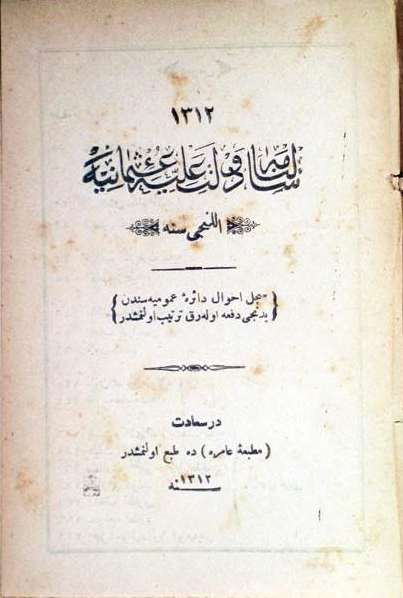
Frontespizio del salmane del 1312 secondo il calendario islamico

Il Salname (chiamato anche nevsal ) era il nome degli annali ufficiali dell'Impero ottomano nel XIX secolo. Salname è una parola composta, di origine persiana: sal significa "anno" e  name significa "lettera".

## Storia
Il primo salname fu pubblicato nel 1847. Fu preparato da Ahmed Vefik Pasha, Ahmed Cevdet Pasha e Hayrullah. Fu sponsorizzato dal gran visir Mustafa Reşit Pasha, noto riformatore.

## Tipi di salname
Il salname principale era il salname dello stato. A partire dal 1866 le amministrazioni del vilayet (provincia) pubblicarono anche nomi di salname sulla provincia. Vi erano anche nomi di altre istituzioni sia governative che non governative. Secondo quanto riferito, i salname più importanti erano quelli di secondo tipo perché con questi nomi il governo poteva determinare le risorse e le condizioni delle province.